# Tendre Dracula
Pour plus de détails, voir Fiche technique et Distribution.
Tendre Dracula (connu aussi sous le titre La Grande Trouille) est une comédie horrifique française de Pierre Grunstein, sortie en 1974.

## Synopsis
McGregor, un comédien spécialisé dans l'horreur, ne veut plus tourner que dans des films romantiques. Son producteur tente de lui faire entendre raison, et envoie deux scénaristes gaffeurs et deux actrices pour le convaincre.

## Fiche technique
- Réalisation : Pierre Grunstein
- Productions : Claude Berri, Christian Fechner, Jérôme Kanapa
- Scénario : Justin Lenoir
- Costumes et éléments de décors : Jean Gourmelin
- Photographie : Jean-Jacques Tarbes
- Musique : Karl-Heinz Schäfer
- Montage : Anne-Marie Deshayes
- Décors : Jean-Pierre Kohut-Svelko
- Son : Antoine Bonfanti
- Production : Les Films Christian Fechner, Renn Productions
- Durée : 90 minutes
- Date de sortie : 
  - France : 7 août 1974

## Distribution
- Peter Cushing (VF : Jean Rochefort) : Mac Gregor
- Alida Valli : Héloïse
- Bernard Ménez : Alfred
- Miou-Miou : Marie
- Nathalie Courval : Madeleine
- Julien Guiomar : le producteur
- Stéphane Shandor : Boris
- Percival Russel : Abélard
- Brigitte Borghese : la secrétaire d'Héloïse
- Valentina Cortese

## Autour du film
- En 1976, Bernard Ménez apparaîtra dans une autre parodie française de films de vampires, Dracula père et fils avec Christopher Lee.
- Le film a connu deux exploitations en salles, dont une sous le titre La Grande Trouille.